# Марга (Караш-Северін)
Марга (рум. Marga) — село у повіті Караш-Северін в Румунії. Входить до складу комуни Марга.
Село розташоване на відстані 305 км на північний захід від Бухареста, 53 км на північний схід від Решиці, 104 км на схід від Тімішоари.

## Населення
За даними перепису населення 2002 року у селі проживали 1212 осіб.
Національний склад населення села:
| Національність | Кількість осіб | Відсоток |
| -------------- | -------------- | -------- |
| румуни         | 1177           | 97,1%    |
| цигани         | 21             | 1,7%     |
| угорці         | 7              | 0,6%     |
| українці       | 7              | 0,6%     |

Рідною мовою назвали:
| Мова      | Кількість осіб | Відсоток |
| --------- | -------------- | -------- |
| румунська | 1192           | 98,3%    |
| циганська | 11             | 0,9%     |
| угорська  | 5              | 0,4%     |